# 라 보케리아

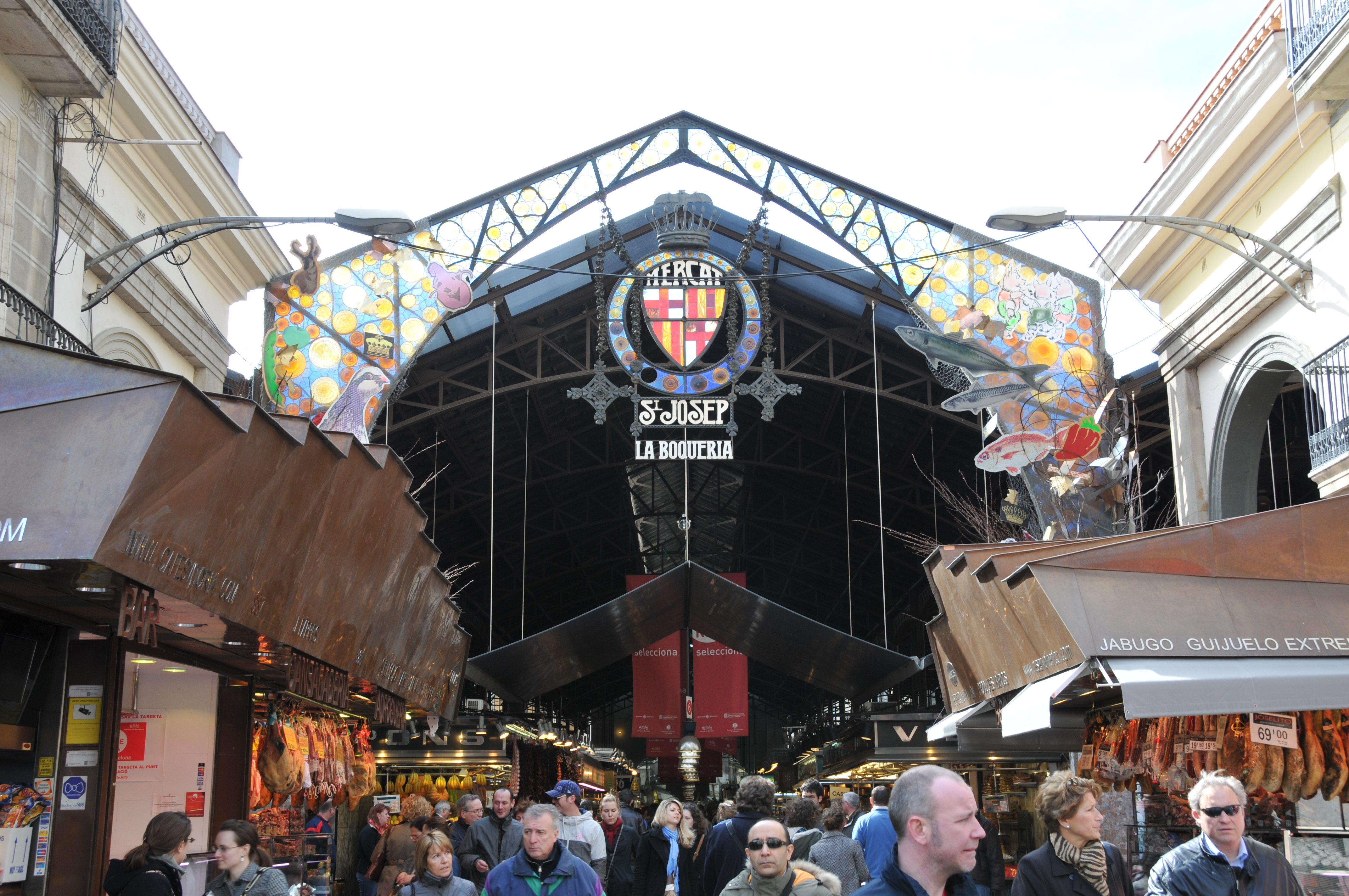
라 보케리아

라 보케리아(카탈루냐어: La Boqueria) 또는 산트 주제프 시장(카탈루냐어: Mercat de Sant Josep)은 스페인 바르셀로나 시우타베야에 있는 시장이다. 청과 · 정육 · 조미료 · 건어물 · 유제품 · 과자류 등 다양한 상품이 있는 시장이며, 시민 식당에 신선한 재료를 공급한다. 람블라스 거리에서 서쪽에 시장의 입구가 있다.